# Soure (Pará)
Soure  este un oraș în Pará (PA), Brazilia.